# Manner
Josef Manner & Comp. AG je tradicionalna dunajska tovarna slaščic. Najbolj znan izdelek podjetja je Manner-Schnitte (rezine vafljev z lešnikovim kremnim nadevom).

## Zgodba

### Vzpon do vodilnega slaščičarskega podjetja
Izučeni poslovnež Josef Manner je vodil majhno trgovino na Stephansplatz 6 na Dunaju, kjer je ponujal čokolado in kavi podobno pijačo. Dne 1. marca 1890 je Manner pridobil koncesijo in prostore majhnega proizvajalca čokolade v Margaretenu in skupaj z bratoma ustanovil tovarno čokolade Josef Manner. Samo šest mesecev kasneje so se preselili v Dunaj-Hernals. Leta 1897 je imelo podjetje že 100 zaposlenih. Rezine Manner (nem. Mannerschnitte) so izumili leta 1898. Leta 1900 je Johann Georg Riedl prevzel polovico deleža podjetja in s tem postavil temelje za sodelovanje med družinama, ki obstaja še danes. Do leta 1913 je Josef Manner postal vodilni proizvajalec slaščic v Avstro-Ogrski, takrat je bila zgrajena tovarna, ki je v uporabi še danes, na Wilhelminenstrasse na Dunaju-Hernals. Oktobra 1913 se je podjetje preoblikovalo v delniško družbo in je imelo 3000 zaposlenih. Od marca 1922 je bil večinski lastnik družbe Anglo-Austrian Bank. Zaradi omejitve gospodarske krize je moralo podjetje leta 1935 zmanjšati osnovni kapital s 6 na 4,5 milijona šilingov, istega leta pa se je iz operativnega poslovanja umaknil ustanovitelj podjetja Josef Manner.

### Druga svetovna vojna
Med nacističnim obdobjem je Manner imel koristi od ukazov Wehrmachta, "arianizacije" judovske lastnine in izkoriščanja prisilnih delavcev. Kljub vsem rezom je bila med drugo svetovno vojno zabeležena rast; poslovno leto 1939 je bilo »na splošno zadovoljivo«. V poslovnem letu 1941 je bil ustvarjen dohodek v višini takratnih 3,3 milijona reichsmark in izplačana je bila dividende v višini 6%. Po izjavi Carla Mannerja je bilo podjetje prisiljeno delovati kot "vojaški dobavitelj" in je proizvajalo čokolado in piškote za enote nemškega Wehrmachta, Scho-Ka-Kola, znana kot "aviatorska čokolada", pa je bila proizvedena za pilote letalskih sil. Takrat je bilo Manner pomembno podjetje za vojne napore in so mu do leta 1945 dodeljevali kakavova zrna. Podjetje je bilo tudi pod vodstvom nacionalsocialističnega operativnega direktorja, sin ustanovitelja podjetja pa je v podjetju delal le kot tehnični vodja. Bombardiranje je povzročilo le relativno malo škode na tovarniški zgradbi.

### Razvoj od konca vojne
Ob koncu vojne so zaloge sladkorja in kakava, ki so bile še shranjene v tovarni, zaplenile ruske okupacijske sile, nato pa se je moralo podjetje dve leti boriti s pomanjkanjem surovin. Leta 1947 je ustanovitelj podjetja Josef Manner umrl v starosti 82 let. Septembra 1953 se je podjetju pridružil njegov vnuk Carl Manner, ki je leta 1959 dobil pooblastilo. Leta 1960 je bilo z uvedbo embalaže v aluminijasto prevlečeno folijo z značilno rdečo nitjo za trganje uvedeno varno zapiranje danes znanih rezin. Posledično se je prodaja spet povečala in leta 1964 so prvič po letu 1914 zabeležili rekordno prodajo. Leta 1970 sta bila z združitvijo prevzeta konkurenta Napoli in Casali, ki sta močno razširila ponudbo in lastniška družina Napoli-Casali se je pridružila podjetju Manner.
Sodelovanje z Nestléjem na Madžarskem po padcu železne zavese v devetdesetih letih ni uspelo.
Oblika družbe je delniška družba, ki kotira na Dunajski borzi, v kateri je velik del delnic v lasti družine. Deleže družinskih članov, ki nimajo več interesa v podjetju, sproti odkupujejo večinski lastniki, tako da noben zunanji ne more postati pomemben solastnik.
Leta 2005 je obvestilo avstrijskega Zveznega urada za spomenike o stavbi Manner na Wilhelminenstrasse 6 na Dunaju-Hernals povzročilo razburjenje zaradi uvrstitve med zgodovinske spomenike. Vodstvo podjetja je odgovorilo, da bi bila selitev proizvodnega obrata posledica ekonomskih razlogov, kar bi sprožilo ogorčenje velikega dela Dunajčanov.
Manner od junija 2004 vodilna trgovina na Stephansplatzu v nadškofijski palači. Od junija 2006 je na dunajskem letališču vodilna trgovina. Z namenom povečanja prodaje na tujih trgih je Manner odprl lastne prodajne podružnice v Sloveniji, na Češkem in v Nemčiji. Leta 2010 je Manner na Residenzplatzu v Salzburgu zgradil trgovino s kavarno. V Gradcu je bila 10. maja 2018 odprta trgovina Manner na glavnem trgu, 19. julija 2019 pa tudi v nakupovalnem središču Murpark.
Celotna prodaja Mannerja v letu 2009 je znašala 155,4 milijonov evrov ob izvozni kvoti okoli 55%. Tako je bil letni presežek v višini 4,496 milijona evrov in dosežen preneseni dobiček v višini 1,89 milijonov evrov. Manner je konec leta 2011 napovedal širitev lokacije na Dunaju, kjer bo od leta 2015 skoncentrirana proizvodnja vafljev. Hkrati so se pripravljali koncepti za kasnejšo uporabo lokacije Perg. Leta 2013 je bilo doseženih okoli 180 milijonov evrov in okoli 40 milijonov evrov vloženih v tovarno na Dunaju. Dne 17. oktobra 2014 se je zrušil del tovarne Manner na Dunaju-Hernals, ki so ga obnavljali. Leta 2016 so bili proizvodni obrati začasno preseljeni iz Perga v Zgornji Avstriji na Dunaj.
Do svoje smrti leta 2017 je bil Carl Manner tretja generacija, ki je vodila podjetje; bil je v upravnem odboru podjetja od leta 1970, nazadnje pa je bil predsednik nadzornega sveta.
Obrat na Dunaju je bil obsežno prenovljen. Hkrati je v sodelovanju z Wien Energie od leta 2017 nameščena izraba odpadne toplote iz odpadnega zraka, ki preračunano oskrbuje okoli 600 gospodinjstev z daljinskim ogrevanjem. Tovarno v Pergu so zaprli, stroje iz nje pa prestavili na Dunaj. Prenova je bila zaključena leta 2020.

## Blagovna znamka stolnice sv. Štefana
Manner od leta 1889 uporablja za logotip dunajsko stolnico svetega Štefana, zasnoval jo je Josef Diltsch. Manner v zameno že več desetletij krije stroške dela kamnoseku pri gradnji katedrale, ki svoje delo opravlja v rožnatih delovnih oblačilih. Dne 17. Decembra 1999 je Carl Manner prejel zlati red svetega Štefana za storitve svojega podjetja.

## Originalne Neapeljske rezine
Prvotna Manner Neapeljska rezina je bila prvič predstavljena leta 1898 kot omenjeno v dokumentu »Neapolitaner Schnitte št. 239«. Lešniki za nadev iz sladkorja, lešnikov, kokosove maščobe in kakava v prahu prihajajo iz okolice Neaplja. Velikosti 49 × 17 × 17 milimetrov je bil velik kos za grižljaj, štiri plasti namaza med petimi plastmi oblatov, skupna teža 7,5 gramov. Ta oblika in osnovni recept sta se obdržala do danes.
Sprva so se rezine prodajale v razsutem stanju. Od leta 1924 so bile na voljo Mannerjeve rezine v petih vrstah po dve, s skupno težo 75 g, sprva v zložljivi škatli, od leta 1960 pa v embalaži odporni prot vodni pari, izdelane kot ploščat skoraj kvadraten kvader iz aluminijasto-papirnatega kompozitnega filma z navojno nitjo in jezičkom.

## Blagovne znamke
Podjetje Manner je ob prevzemu podjetij kupilo tudi blagovne znamke, ki so že bile dobro pozicionirane na trgu. Te linije izdelkov se še danes uspešno proizvajajo, čeprav prvotni proizvajalci pogosto niso več znani strankam.
- Logotip za izdelke Casali
- Logotip za nekdanje izdelke Victor Schmidt & SöhneLogotip za nekdanje izdelke Victor Schmidt & Söhne
- Logotip za izdelke Ildefonso
- Logotip za izdelke Napoli

## Kritike
Dunajsko gospodarsko sodišče je leta 2022 po tožbi, ki jo je v imenu Ministrstva za socialne zadeve sprožilo Združenje za informiranje potrošnikov (VKI), proizvajalca Manner obsodilo zaradi zavajajoče embalaže. Obtožba zaradi zavajanja, ker so tri podobne po okusu različne vrste rezin pakirane v vrečah enake velikosti, pri čemer dve vrsti vsebujeta 400 gramov, tretja vrsta Manner Mozart Mignon pa le 300 gramov. Višje deželno sodišče na Dunaju (OLG Dunaj) je Mannerjevo pritožbo zavrnilo. Manner je trdil, da je nižje polnjenje tehnično potrebno, dunajsko višje deželno sodišče je nato opozorilo na višje polnjenje drugih sort v isti embalaži in Mannerja pravnomočno obsodilo za zavajanje.

### Umestitve izdelkov
- V ameriški televizijski seriji Prijatelji se rezine Manner prodajajo kot del promocijskega prikazovanja izdelkov v kavarni »Central Perk«. V 6. sezoni so razstavljeni na pultu in jih je pogosto mogoče jasno videti v ozadju prizorov v kavarni.[1]
- V filmu Terminator 3 - Upor strojev iz leta 2003 Terminator T-850, ki ga upodablja Arnold Schwarzenegger, kupi paket Mannerjevih rezin. Za promocijo izdelkov je podjetje plačalo 300.000 evrov.[2]

## Zanimivosti
- Avstrijska pošta je 16. oktobra 2008 izdala znamko s klasičnim reklamnim motivom podjetja Manner iz petdesetih let 20. stoletja »... tako dobro« v nakladi 500.000 kosov. Nominalna vrednost znamke je 0,55 Evro.[3]
- V proizvodnem obratu podjetja na Dunaju je največja peč za vaflje na svetu z dnevno zmogljivostjo 40 ton (od leta 2016).[4]
- 17 Julija 2014, na dan pred 85. rojstnim dnevom Carla Mannerja je bilo v plesni dvorani dunajske mestne hiše 8.500 zavitkov Manner rezin postavljenih kot domine in padlo z enim samim pritiskom. Razvoj te kampanje svetovnega rekorda v oddelku za trženje je vodil Marcel Pürrer.[5]
- Carl Manner je leta 1952 doktoriral iz matematike in fizike na Univerzi na Dunaju in se podjetju pridružil leta 1953 pri 24 letih. Po delnem zrušenju trakta dunajske tovarne 17. oktobra 2014 je dejal, da se je blagovna znamka stolnice svetega Štefana izkazala za uspešno in da nihče ni bil poškodovan.[6] Carl Manner je umrl 19. aprila 2017 v starosti 87 let.
- Za 125 Rojstni dan tovarne je 5. Marca 2015 je Manner izjavil: Delno porušena hiša je bila popolnoma porušena. Proizvodnja rezin Manner je bila leta 2015 prenesena v Zgornjo Avstrijo. Do leta 2017 bodo na Dunaju-Hernals zgradili nove proizvodne obrate. Po propadu je bilo treba številne stroje preseliti v druge prostore podjetja, proizvodnja pa je morala delovalati 24 ur na dan.[7]
- Proizvajalca koles KTM in Stilrad (2013, 2016) sta izdala kolesa v dizajnu Manner.[8][9]